# Słoneczniki dla Lucii
Sloneczniki dla Lucii (hiszp. Girasoles para Lucia) – peruwiańska telenowela z 1999 roku składająca się ze 110 odcinków. W rolach głównych Gianella Neyra i Jorge Aravena.

## Fabuła
Lucia ma dwa marzenia: chce zostać sławną aktorką w Hollywood oraz pragnie zdobyć miłość Jose Simona Landety, najatrakcyjniejszego kawalera w kraju. Dziewczyna wie, iż pierwsze z marzeń jest prawie nieosiągalne, natomiast drugie... czemu nie? Lucia wierzy, że każde marzenie może się spełnić, jeśli się czegoś naprawdę pragnie. Rozdarta pomiędzy miłością dwóch braci, Roberto i Jose Simona Landeta, Lucia musi także skonfrontować się z trzema ważnymi w ich życiu kobietami: Kariną - byłą narzeczoną Roberta, która postanawia go odzyskać; Reginą - ich elegancką matką; Vilmą - ich kuzynką i kochanką Jose Simona, kobietą, która ma obsesję na jego punkcie i zrobi wszystko, by Lucia nie mogła się do niego zbliżyć.

## Wersja polska
W Polsce telenowela była emitowana przez telewizję Romantica. Opracowaniem wersji polskiej zajęło się Studio Company Warszawa. Autorką tekstu była Paulina Malinowska-Kowalczyk. Lektorem serialu był Jacek Sobieszczański.

## Obsada
- Gianella Neyra - Lucía Trevi / Condesa Sabrina Di Farneze
- Jorge Aravena - Roberto Landaeta Santamaría
- Pablo Martín - José Simón Landaeta Santamaría
- Daniela Sarfati -  Verónica Landaeta Santamaría
- Yvonne Frayssinet -  Regina Santamaría Vda. de Landaeta
- Alberto Ísola - Paolo Trevi
- Lita Baluarte -  Esther
- Fiorella Rodríguez -  Vilma Santamaría del Castillo
- Ramsay Ross - Mr. Gordon
- Natalia Torres - Carmiña
- Paul Vega - Filipo
- Ana María Jordan - Tía María
- Marcelo Oxenford - Tito Mendieta
- María Angélica Vega - La Niña
- Gabriela Rivera - Karina
- Paulo Saile - Enzo Trevi
- Carlos Thornton - Gustavo
- Miriam Aedo - Pili
- Pilar Aedo -  Mili
- Isabel Duvall - Doña Pura
- Mari Pili Barreda - Carlota